# Lista över fornlämningar i Tanums kommun (Mo)
Lista över fornlämningar i Tanums kommun (Mo) är en förteckning av ett urval av de fornlämningar som finns i Mo i Tanums kommun.
| Namn             | Lämningstyp                 | Tillkomsttid | Historisk indelning | Plats | Läge                 | ID-nr          | Bild                                 |
| ---------------- | --------------------------- | ------------ | ------------------- | ----- | -------------------- | -------------- | ------------------------------------ |
| Mo 2:1           | Stensättning                |              | Mo, Bohuslän        |       | 58.728078, 11.609625 | 10157800020001 | Ladda upp en bild av detta fornminne |
| Mo 3:1           | Hög                         |              | Mo, Bohuslän        |       | 58.727994, 11.610362 | 10157800030001 | Ladda upp en bild av detta fornminne |
| Mo 3:2           | Hög                         |              | Mo, Bohuslän        |       | 58.728166, 11.610669 | 10157800030002 | Ladda upp en bild av detta fornminne |
| Mo 4:1           | Hög                         |              | Mo, Bohuslän        |       | 58.723258, 11.605315 | 10157800040001 | Ladda upp en bild av detta fornminne |
| Mo 4:2           | Hög                         |              | Mo, Bohuslän        |       | 58.723166, 11.605534 | 10157800040002 | Ladda upp en bild av detta fornminne |
| Mo 4:3           | Stensättning                |              | Mo, Bohuslän        |       | 58.723071, 11.605666 | 10157800040003 | Ladda upp en bild av detta fornminne |
| Mo 8:1           | Stensättning                |              | Mo, Bohuslän        |       | 58.710013, 11.573770 | 10157800080001 | Ladda upp en bild av detta fornminne |
| Mo 8:2           | Stensättning                |              | Mo, Bohuslän        |       | 58.710148, 11.573772 | 10157800080002 | Ladda upp en bild av detta fornminne |
| Mo 10:1          | Gravfält                    |              | Mo, Bohuslän        |       | 58.708446, 11.576695 | 10157800100001 | Ladda upp en bild av detta fornminne |
| Mo 11:1          | Hög                         |              | Mo, Bohuslän        |       | 58.698865, 11.583178 | 10157800110001 | Ladda upp en bild av detta fornminne |
| Mo 11:2          | Hög                         |              | Mo, Bohuslän        |       | 58.698734, 11.583004 | 10157800110002 | Ladda upp en bild av detta fornminne |
| Mo 13:1          | Hög                         |              | Mo, Bohuslän        |       | 58.700659, 11.592756 | 10157800130001 | Ladda upp en bild av detta fornminne |
| Mo 13:2          | Hög                         |              | Mo, Bohuslän        |       | 58.700851, 11.592854 | 10157800130002 | Ladda upp en bild av detta fornminne |
| Mo 14:1          | Gravfält                    |              | Mo, Bohuslän        |       | 58.702550, 11.595981 | 10157800140001 | Ladda upp en bild av detta fornminne |
| Mo 15:1          | Hög                         |              | Mo, Bohuslän        |       | 58.699610, 11.594230 | 10157800150001 | Ladda upp en bild av detta fornminne |
| Mo 17:1          | Gravfält                    |              | Mo, Bohuslän        |       | 58.703330, 11.602277 | 10157800170001 | Ladda upp en bild av detta fornminne |
| Mo 18:1          | Gravfält                    |              | Mo, Bohuslän        |       | 58.704102, 11.607385 | 10157800180001 | Ladda upp en bild av detta fornminne |
| Mo 19:1          | Stensättning                |              | Mo, Bohuslän        |       | 58.711578, 11.624250 | 10157800190001 | Ladda upp en bild av detta fornminne |
| Mo 20:1          | Gravfält                    |              | Mo, Bohuslän        |       | 58.710025, 11.626054 | 10157800200001 | Ladda upp en bild av detta fornminne |
| Mo 21:1          | Hög                         |              | Mo, Bohuslän        |       | 58.700966, 11.623937 | 10157800210001 | Ladda upp en bild av detta fornminne |
| Mo 26:1          | Stensättning                |              | Mo, Bohuslän        |       | 58.698721, 11.620631 | 10157800260001 | Ladda upp en bild av detta fornminne |
| Mo 28:2          | Stensättning                |              | Mo, Bohuslän        |       | 58.692653, 11.578923 | 10157800280002 | Ladda upp en bild av detta fornminne |
| Mo 29:1          | Röse                        |              | Mo, Bohuslän        |       | 58.696888, 11.591468 | 10157800290001 | Ladda upp en bild av detta fornminne |
| Mo 30:1          | Stensättning                |              | Mo, Bohuslän        |       | 58.692457, 11.587549 | 10157800300001 | Ladda upp en bild av detta fornminne |
| Mo 30:2          | Stensättning                |              | Mo, Bohuslän        |       | 58.692440, 11.587292 | 10157800300002 | Ladda upp en bild av detta fornminne |
| Mo 31:1          | Hög                         |              | Mo, Bohuslän        |       | 58.694547, 11.593237 | 10157800310001 | Ladda upp en bild av detta fornminne |
| Mo 31:2          | Hög                         |              | Mo, Bohuslän        |       | 58.694377, 11.593275 | 10157800310002 | Ladda upp en bild av detta fornminne |
| Mo 31:3          | Stensättning                |              | Mo, Bohuslän        |       | 58.694224, 11.593259 | 10157800310003 | Ladda upp en bild av detta fornminne |
| Mo 32:1          | Stensättning                |              | Mo, Bohuslän        |       | 58.696528, 11.593930 | 10157800320001 | Ladda upp en bild av detta fornminne |
| Mo 33:1          | Röse                        |              | Mo, Bohuslän        |       | 58.696559, 11.595153 | 10157800330001 | Ladda upp en bild av detta fornminne |
| Mo 39:1          | Röse                        |              | Mo, Bohuslän        |       | 58.685698, 11.611094 | 10157800390001 | Ladda upp en bild av detta fornminne |
| Mo 39:2          | Röse                        |              | Mo, Bohuslän        |       | 58.685618, 11.611380 | 10157800390002 | Ladda upp en bild av detta fornminne |
| Mo 40:1          | Gravfält                    |              | Mo, Bohuslän        |       | 58.686316, 11.576343 | 10157800400001 | Ladda upp en bild av detta fornminne |
| Mo 41:1          | Röse                        |              | Mo, Bohuslän        |       | 58.683473, 11.588898 | 10157800410001 | Ladda upp en bild av detta fornminne |
| Mo 44:1          | Hög                         |              | Mo, Bohuslän        |       | 58.680937, 11.594136 | 10157800440001 | Ladda upp en bild av detta fornminne |
| Mo 45:1          | Röse                        |              | Mo, Bohuslän        |       | 58.682542, 11.573856 | 10157800450001 | Ladda upp en bild av detta fornminne |
| Mo 47:1          | Hög                         |              | Mo, Bohuslän        |       | 58.680425, 11.573782 | 10157800470001 | Ladda upp en bild av detta fornminne |
| Mo 47:2          | Hög                         |              | Mo, Bohuslän        |       | 58.680447, 11.573433 | 10157800470002 | Ladda upp en bild av detta fornminne |
| Mo 47:3          | Hög                         |              | Mo, Bohuslän        |       | 58.680554, 11.573417 | 10157800470003 | Ladda upp en bild av detta fornminne |
| Mo 47:4          | Hög                         |              | Mo, Bohuslän        |       | 58.680637, 11.573473 | 10157800470004 | Ladda upp en bild av detta fornminne |
| Mo 47:6          | Stensättning                |              | Mo, Bohuslän        |       | 58.680960, 11.572351 | 10157800470006 | Ladda upp en bild av detta fornminne |
| Mo 52:1          | Stensättning                |              | Mo, Bohuslän        |       | 58.675888, 11.579838 | 10157800520001 | Ladda upp en bild av detta fornminne |
| Mo 53:1          | Gravfält                    |              | Mo, Bohuslän        |       | 58.674374, 11.577544 | 10157800530001 | Ladda upp en bild av detta fornminne |
| Mo 55:1          | Fornborg                    |              | Mo, Bohuslän        |       | 58.666996, 11.573116 | 10157800550001 | Ladda upp en bild av detta fornminne |
| Mo 56:1          | Röse                        |              | Mo, Bohuslän        |       | 58.669776, 11.583750 | 10157800560001 | Ladda upp en bild av detta fornminne |
| Mo 57:1          | Röse                        |              | Mo, Bohuslän        |       | 58.670777, 11.584125 | 10157800570001 | Ladda upp en bild av detta fornminne |
| Mo 58:1          | Hög                         |              | Mo, Bohuslän        |       | 58.673029, 11.584035 | 10157800580001 | Ladda upp en bild av detta fornminne |
| Mo 59:1          | Stensättning                |              | Mo, Bohuslän        |       | 58.673866, 11.588834 | 10157800590001 | Ladda upp en bild av detta fornminne |
| Mo 60:1          | Stensättning                |              | Mo, Bohuslän        |       | 58.674663, 11.589823 | 10157800600001 | Ladda upp en bild av detta fornminne |
| Mo 61:1          | Hög                         |              | Mo, Bohuslän        |       | 58.673819, 11.590895 | 10157800610001 | Ladda upp en bild av detta fornminne |
| Mo 61:2          | Hög                         |              | Mo, Bohuslän        |       | 58.673723, 11.590700 | 10157800610002 | Ladda upp en bild av detta fornminne |
| Mo 61:3          | Stensättning                |              | Mo, Bohuslän        |       | 58.673649, 11.590899 | 10157800610003 | Ladda upp en bild av detta fornminne |
| Mo 62:1          | Röse                        |              | Mo, Bohuslän        |       | 58.673468, 11.586363 | 10157800620001 | Ladda upp en bild av detta fornminne |
| Mo 62:3          | Röse                        |              | Mo, Bohuslän        |       | 58.673192, 11.586190 | 10157800620003 | Ladda upp en bild av detta fornminne |
| Mo 62:4          | Röse                        |              | Mo, Bohuslän        |       | 58.673364, 11.586497 | 10157800620004 | Ladda upp en bild av detta fornminne |
| Mo 63:1          | Stensättning                |              | Mo, Bohuslän        |       | 58.670062, 11.586597 | 10157800630001 | Ladda upp en bild av detta fornminne |
| Mo 64:1          | Röse                        |              | Mo, Bohuslän        |       | 58.669419, 11.584882 | 10157800640001 | Ladda upp en bild av detta fornminne |
| Mo 64:2          | Röse                        |              | Mo, Bohuslän        |       | 58.669375, 11.584646 | 10157800640002 | Ladda upp en bild av detta fornminne |
| Mo 64:3          | Hög                         |              | Mo, Bohuslän        |       | 58.669359, 11.584440 | 10157800640003 | Ladda upp en bild av detta fornminne |
| Mo 67:1          | Stensättning                |              | Mo, Bohuslän        |       | 58.665305, 11.592041 | 10157800670001 | Ladda upp en bild av detta fornminne |
| Mo 71:1          | Röse                        |              | Mo, Bohuslän        |       | 58.671443, 11.654767 | 10157800710001 | Ladda upp en bild av detta fornminne |
| Mo 75:1          | Stensättning                |              | Mo, Bohuslän        |       | 58.727623, 11.486925 | 10157800750001 | Ladda upp en bild av detta fornminne |
| Mo 76:1          | Stensättning                |              | Mo, Bohuslän        |       | 58.723759, 11.524951 | 10157800760001 | Ladda upp en bild av detta fornminne |
| Mo 77:1          | Stensättning                |              | Mo, Bohuslän        |       | 58.718246, 11.523186 | 10157800770001 | Ladda upp en bild av detta fornminne |
| Mo 77:2          | Stensättning                |              | Mo, Bohuslän        |       | 58.718416, 11.523150 | 10157800770002 | Ladda upp en bild av detta fornminne |
| Mo 79:1          | Stensättning                |              | Mo, Bohuslän        |       | 58.712669, 11.545687 | 10157800790001 | Ladda upp en bild av detta fornminne |
| Mo 79:2          | Hög                         |              | Mo, Bohuslän        |       | 58.712595, 11.545902 | 10157800790002 | Ladda upp en bild av detta fornminne |
| Mo 79:3          | Hög                         |              | Mo, Bohuslän        |       | 58.712520, 11.546101 | 10157800790003 | Ladda upp en bild av detta fornminne |
| Mo 79:4          | Hög                         |              | Mo, Bohuslän        |       | 58.712017, 11.546107 | 10157800790004 | Ladda upp en bild av detta fornminne |
| Mo 79:5          | Hög                         |              | Mo, Bohuslän        |       | 58.711877, 11.545639 | 10157800790005 | Ladda upp en bild av detta fornminne |
| Borgås (Mo 82:1) | Fornborg                    |              | Mo, Bohuslän        |       | 58.704514, 11.535599 | 10157800820001 | Ladda upp en bild av detta fornminne |
| Mo 86:1          | Stensättning                |              | Mo, Bohuslän        |       | 58.698926, 11.563327 | 10157800860001 | Ladda upp en bild av detta fornminne |
| Mo 88:1          | Stensättning                |              | Mo, Bohuslän        |       | 58.700681, 11.534406 | 10157800880001 | Ladda upp en bild av detta fornminne |
| Mo 90:1          | Hög                         |              | Mo, Bohuslän        |       | 58.696189, 11.539655 | 10157800900001 | Ladda upp en bild av detta fornminne |
| Mo 90:2          | Hög                         |              | Mo, Bohuslän        |       | 58.696226, 11.539979 | 10157800900002 | Ladda upp en bild av detta fornminne |
| Mo 93:1          | Gravfält                    |              | Mo, Bohuslän        |       | 58.686648, 11.556090 | 10157800930001 | Ladda upp en bild av detta fornminne |
| Mo 95:1          | Röse                        |              | Mo, Bohuslän        |       | 58.682131, 11.548371 | 10157800950001 | Ladda upp en bild av detta fornminne |
| Mo 98:1          | Gravfält                    |              | Mo, Bohuslän        |       | 58.680456, 11.532575 | 10157800980001 | Ladda upp en bild av detta fornminne |
| Mo 99:1          | Gravfält                    |              | Mo, Bohuslän        |       | 58.676956, 11.537047 | 10157800990001 | Ladda upp en bild av detta fornminne |
| Mo 99:2          | Gravfält                    |              | Mo, Bohuslän        |       | 58.677464, 11.537232 | 10157800990002 | Ladda upp en bild av detta fornminne |
| Mo 101:1         | Stensättning                |              | Mo, Bohuslän        |       | 58.668868, 11.553298 | 10157801010001 | Ladda upp en bild av detta fornminne |
| Mo 101:2         | Stensättning                |              | Mo, Bohuslän        |       | 58.668743, 11.553334 | 10157801010002 | Ladda upp en bild av detta fornminne |
| Mo 101:3         | Stensättning                |              | Mo, Bohuslän        |       | 58.668650, 11.553262 | 10157801010003 | Ladda upp en bild av detta fornminne |
| Mo 103:1         | Stensättning                |              | Mo, Bohuslän        |       | 58.657846, 11.522407 | 10157801030001 | Ladda upp en bild av detta fornminne |
| Mo 107:1         | Stensättning                |              | Mo, Bohuslän        |       | 58.674929, 11.516741 | 10157801070001 | Ladda upp en bild av detta fornminne |
| Mo 108:1         | Gravfält                    |              | Mo, Bohuslän        |       | 58.674673, 11.518989 | 10157801080001 | Ladda upp en bild av detta fornminne |
| Mo 109:1         | Hög                         |              | Mo, Bohuslän        |       | 58.664793, 11.512690 | 10157801090001 | Ladda upp en bild av detta fornminne |
| Mo 109:2         | Stensättning                |              | Mo, Bohuslän        |       | 58.664988, 11.512850 | 10157801090002 | Ladda upp en bild av detta fornminne |
| Mo 110:1         | Stensättning                |              | Mo, Bohuslän        |       | 58.651988, 11.527339 | 10157801100001 | Ladda upp en bild av detta fornminne |
| Mo 115:1         | Stensättning                |              | Mo, Bohuslän        |       | 58.700272, 11.557785 | 10157801150001 | Ladda upp en bild av detta fornminne |
| Mo 124:1         | Stensättning                |              | Mo, Bohuslän        |       | 58.658818, 11.524798 | 10157801240001 | Ladda upp en bild av detta fornminne |
| Mo 124:2         | Hög                         |              | Mo, Bohuslän        |       | 58.658884, 11.524650 | 10157801240002 | Ladda upp en bild av detta fornminne |
| Mo 124:3         | Hög                         |              | Mo, Bohuslän        |       | 58.658986, 11.524496 | 10157801240003 | Ladda upp en bild av detta fornminne |
| Mo 126:1         | Hög                         |              | Mo, Bohuslän        |       | 58.675264, 11.516136 | 10157801260001 | Ladda upp en bild av detta fornminne |
| Mo 130:1         | Stensättning                |              | Mo, Bohuslän        |       | 58.667603, 11.584038 | 10157801300001 | Ladda upp en bild av detta fornminne |
| Mo 140:1         | Stensättning                |              | Mo, Bohuslän        |       | 58.666779, 11.584641 | 10157801400001 | Ladda upp en bild av detta fornminne |
| Mo 141:1         | Stensättning                |              | Mo, Bohuslän        |       | 58.667362, 11.587538 | 10157801410001 | Ladda upp en bild av detta fornminne |
| Mo 142:1         | Stensättning                |              | Mo, Bohuslän        |       | 58.669111, 11.579767 | 10157801420001 | Ladda upp en bild av detta fornminne |
| Mo 143:1         | Stensättning                |              | Mo, Bohuslän        |       | 58.671594, 11.584110 | 10157801430001 | Ladda upp en bild av detta fornminne |
| Mo 144:1         | Stensättning                |              | Mo, Bohuslän        |       | 58.681952, 11.590936 | 10157801440001 | Ladda upp en bild av detta fornminne |
| Mo 145:1         | Stensättning                |              | Mo, Bohuslän        |       | 58.696300, 11.511788 | 10157801450001 | Ladda upp en bild av detta fornminne |
| Mo 146:1         | Stensättning                |              | Mo, Bohuslän        |       | 58.680155, 11.579687 | 10157801460001 | Ladda upp en bild av detta fornminne |
| Mo 147:1         | Stensättning                |              | Mo, Bohuslän        |       | 58.681669, 11.577120 | 10157801470001 | Ladda upp en bild av detta fornminne |
| Mo 147:2         | Stensättning                |              | Mo, Bohuslän        |       | 58.681733, 11.577370 | 10157801470002 | Ladda upp en bild av detta fornminne |
| Mo 151:1         | Hög                         |              | Mo, Bohuslän        |       | 58.695026, 11.551583 | 10157801510001 | Ladda upp en bild av detta fornminne |
| Mo 152:1         | Stensättning                |              | Mo, Bohuslän        |       | 58.697599, 11.548783 | 10157801520001 | Ladda upp en bild av detta fornminne |
| Mo 153:1         | Hög                         |              | Mo, Bohuslän        |       | 58.699145, 11.541871 | 10157801530001 | Ladda upp en bild av detta fornminne |
| Mo 154:1         | Hög                         |              | Mo, Bohuslän        |       | 58.699784, 11.542471 | 10157801540001 | Ladda upp en bild av detta fornminne |
| Mo 155:1         | Hög                         |              | Mo, Bohuslän        |       | 58.728720, 11.611986 | 10157801550001 | Ladda upp en bild av detta fornminne |
| Mo 159:1         | Hög                         |              | Mo, Bohuslän        |       | 58.701930, 11.595384 | 10157801590001 | Ladda upp en bild av detta fornminne |
| Mo 160:1         | Röse                        |              | Mo, Bohuslän        |       | 58.701300, 11.593421 | 10157801600001 | Ladda upp en bild av detta fornminne |
| Mo 161:1         | Stensättning                |              | Mo, Bohuslän        |       | 58.699983, 11.592147 | 10157801610001 | Ladda upp en bild av detta fornminne |
| Mo 162:1         | Hög                         |              | Mo, Bohuslän        |       | 58.699574, 11.582608 | 10157801620001 | Ladda upp en bild av detta fornminne |
| Mo 163:1         | Stensättning                |              | Mo, Bohuslän        |       | 58.705209, 11.587626 | 10157801630001 | Ladda upp en bild av detta fornminne |
| Mo 164:1         | Röse                        |              | Mo, Bohuslän        |       | 58.704284, 11.602044 | 10157801640001 | Ladda upp en bild av detta fornminne |
| Mo 164:2         | Stensättning                |              | Mo, Bohuslän        |       | 58.704069, 11.601776 | 10157801640002 | Ladda upp en bild av detta fornminne |
| Mo 168:1         | Stensättning                |              | Mo, Bohuslän        |       | 58.699732, 11.625795 | 10157801680001 | Ladda upp en bild av detta fornminne |
| Mo 168:2         | Hög                         |              | Mo, Bohuslän        |       | 58.699698, 11.625005 | 10157801680002 | Ladda upp en bild av detta fornminne |
| Mo 168:3         | Hög                         |              | Mo, Bohuslän        |       | 58.699608, 11.624739 | 10157801680003 | Ladda upp en bild av detta fornminne |
| Mo 169:1         | Stensättning                |              | Mo, Bohuslän        |       | 58.702027, 11.628715 | 10157801690001 | Ladda upp en bild av detta fornminne |
| Mo 169:2         | Stensättning                |              | Mo, Bohuslän        |       | 58.701944, 11.628915 | 10157801690002 | Ladda upp en bild av detta fornminne |
| Mo 171:1         | Stensättning                |              | Mo, Bohuslän        |       | 58.700686, 11.533110 | 10157801710001 | Ladda upp en bild av detta fornminne |
| Mo 174:1         | Hög                         |              | Mo, Bohuslän        |       | 58.713312, 11.546390 | 10157801740001 | Ladda upp en bild av detta fornminne |
| Mo 174:2         | Hög                         |              | Mo, Bohuslän        |       | 58.713442, 11.546531 | 10157801740002 | Ladda upp en bild av detta fornminne |
| Mo 174:3         | Hög                         |              | Mo, Bohuslän        |       | 58.713521, 11.545900 | 10157801740003 | Ladda upp en bild av detta fornminne |
| Mo 174:4         | Stensättning                |              | Mo, Bohuslän        |       | 58.713643, 11.546075 | 10157801740004 | Ladda upp en bild av detta fornminne |
| Mo 175:1         | Stensättning                |              | Mo, Bohuslän        |       | 58.718641, 11.577941 | 10157801750001 | Ladda upp en bild av detta fornminne |
| Mo 176:1         | Stensättning                |              | Mo, Bohuslän        |       | 58.717682, 11.590727 | 10157801760001 | Ladda upp en bild av detta fornminne |
| Mo 177:1         | Stensättning                |              | Mo, Bohuslän        |       | 58.717575, 11.587162 | 10157801770001 | Ladda upp en bild av detta fornminne |
| Mo 181:1         | Grav markerad av sten/block |              | Mo, Bohuslän        |       | 58.702351, 11.566182 | 10157801810001 | Ladda upp en bild av detta fornminne |